# L.P. Hartley
Leslie Poles Hartley, född 30 december 1895 i Whittlesey, död 13 december 1972 i Westminster, var en brittisk författare.
Hartley studerade i Oxford. Han deltog i första världskriget och arbetade därefter som litteraturkritiker på bland annat The Spectator och The Observer. 1924 debuterade han med en samling spökhistorier, Night Fears. Hans mest kända bok är romanen Gudarnas budbärare (1953), som bearbetades av Harold Pinter till ett filmmanuskript för Joseph Loseys film Budbäraren (1971).